# Chalcopasta chalcophanis
Chalcopasta chalcophanis là một loài bướm đêm trong họ Noctuidae.